# Can Balmes (Girona)
Can Balmes és una obra de Girona inclosa a l'Inventari del Patrimoni Arquitectònic de Catalunya.

## Descripció
Edifici de planta rectangular, amb torre a l'angle esquerre de la façana principal (de planta quadrada). De planta baixa i la torre més alta (amb barana de forja a manera de mirador i remat de coberta de material vitrificat). Coberta de terrassa i amb barana de ceràmica treballada. Obertures seguint composicions centrades, amb brancals i llindes rectes treballades i decorades. En mal estat general. A la part del darrere hi ha un dipòsit d'obra vista a la base. Tot el solar està tancat per una paret de pedra arrebossada.

## Història
Sembla que abans hi havia la "Torre dels Jueus". Els terrenys es compraren el 1905. La casa es va construir posteriorment.